# オウテイロ・デ・レイ

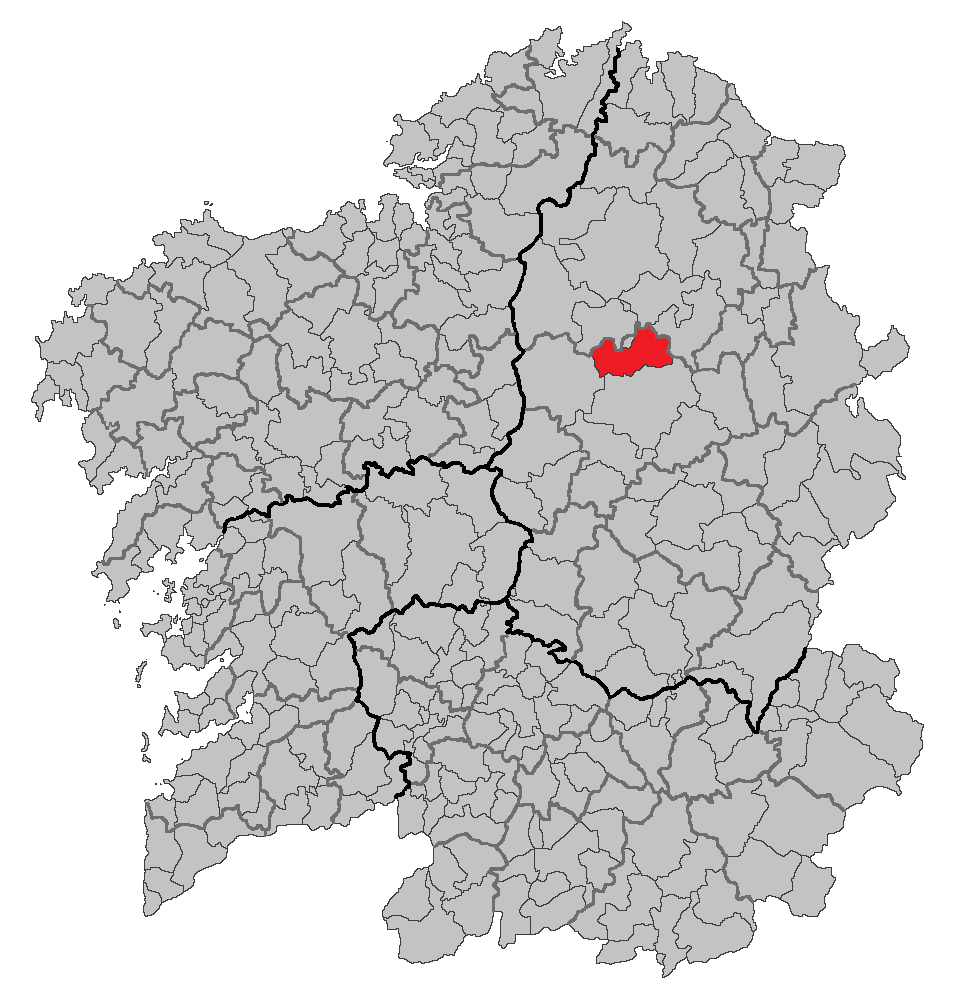

オウテイロ・デ・レイ（Outeiro de Rei）は、スペイン、ガリシア州、ルーゴ県の自治体。コマルカ・デ・ルーゴに属する。スペイン統計局によれば、2009年の人口は4,852人（2006年：4,695人、2005年：4,645人、2004年：4,528人、2003年：4,428人）。カスティーリャ語表記はOtero de Rey（オテーロ・デ・レイ）。
ガリシア語話者の自治体住民に占める割合は98.49％（2001年）。

## 地理
オウテイロ・デ・レイはルーゴ県の中央部に位置し、コマルカ･デ･ルーゴに属する。隣接する自治体は、北がベゴンテ、ラバデ、コスペイト、東がカストロ・デ・レイ、南がルーゴ、西がフリオルである。

### 人口
| オウテイロ・デ・レイの人口推移 1900－2010               |
|                                                         |
| 出典:INE（スペイン国立統計局）1900年 - 1991年、1996年 - |

## 政治
自治体首長はガリシア国民党（PPdeG）のホセ・パルド・ロンバーオ（José Pardo Lombao）、自治体評議員は、ガリシア国民党：6、ガリシア社会党（PSdeG-PSOE）：3、ガリシア民族主義ブロック（BNG）：2となっている（2007年自治体選挙結果）。

## 教区
オウテイロ・デ・レイは27の教区に分けられている。
- アルコス（サン・ペドロ）
- アスパイ（サン・シブラーオ）
- ボンシェ（サン・マメーデ）
- カボイ（サン・マルティーニョ）
- カンダイ（サン・ビセンテ）
- カステーロ・デ・レイ（サン・サルバドール）
- セラ（サンタ・マリーア）
- フォルゲイラ（サン・ニコラス）
- フランコス（サンティアーゴ）
- ギジャール（サン・マルティーニョ）
- マルトゥル（サン・ペドロ）
- マテーラ（サンタ・マリーア・マダレーナ）
- モステイロ（サン・サルバドール）
- オウテイロ・デ・レイ（サン・ショアン）
- パラーダ（サン・ショアン）
- ロブラ（サン・ペドロ・フィス）
- サン・クローディオ・デ・アギアール（サン・クローディオ）
- サン・フィス・デ・パス（サン・ペドロ・フィス）
- サン・ロウレンソ・デ・アギアール（サン・ロウレンソ）
- サン・トメ・デ・ガイオーソ（サン・トメ）
- サンタ・マリーニャ（サンタ・マリーア）
- サンティアゴ・デ・ガイオーソ（サンティアーゴ）
- シルバレイ（サン・ショアン）
- ソブラーダ・デ・アギアール（サンタ・マリーア・マダレーナ）
- タボイ（サン・ペドロ）
- ビシンテ（サンタ・マリーア）
- ビレーラ（サンティアーゴ）

## 出身著名人
- マヌエル・マリーア（Manuel María、1929 - 2004） - 詩人。